# Valternigo
Valternigo è una frazione del comune di Giovo situata sotto il dosso di San Floriano.  

## Geografia fisica

### Territorio
Il territorio di Valternigo (647 metri sul livello del mare) è attraversato dal torrente Valternigo che nasce sul monte Mancabrot. Il piccolo centro dista circa 0,76 km da Giovo.

## Origini del nome

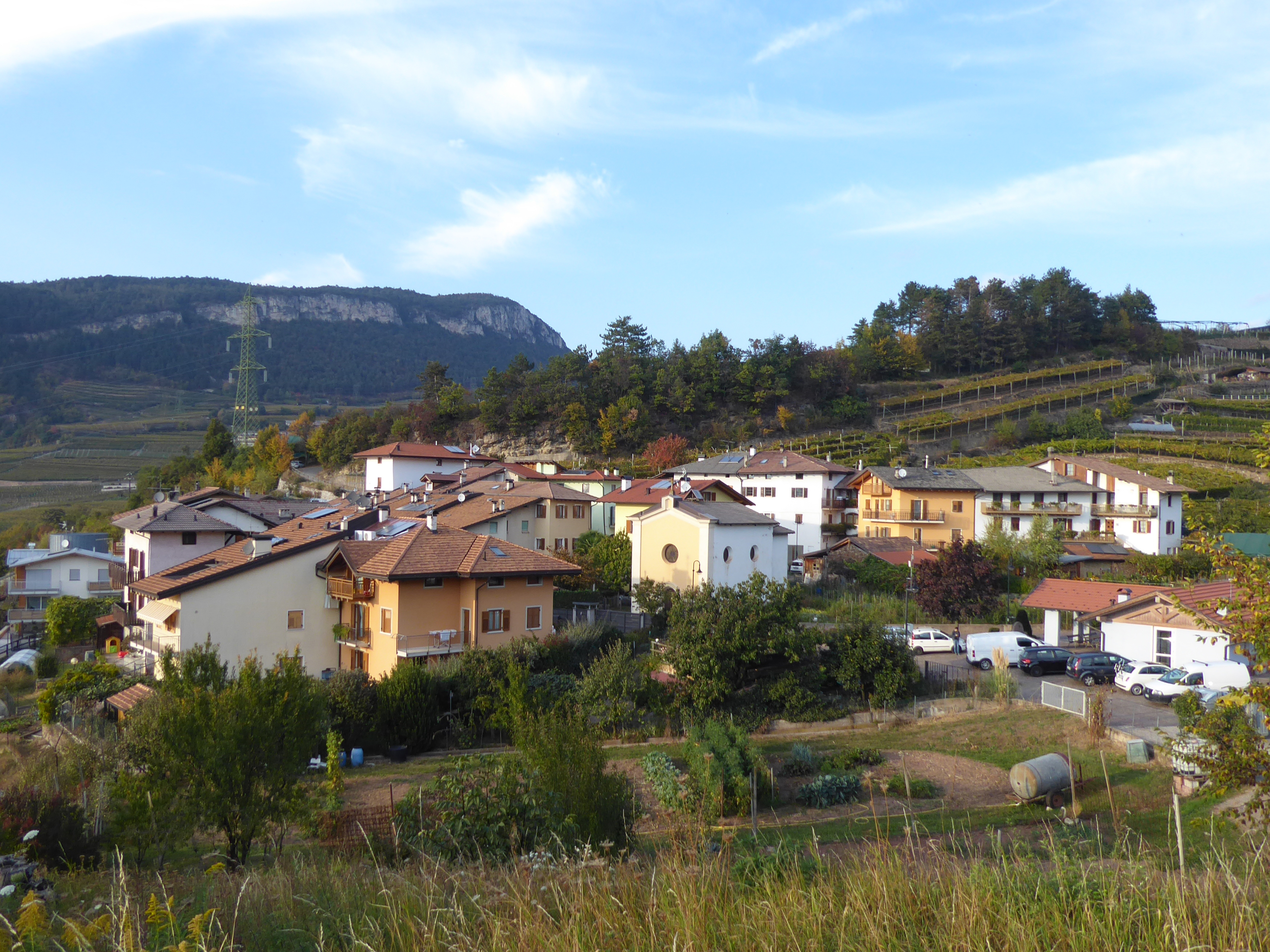
Scorcio del paese

Secondo una tradizione popolare il nome deriverebbe da un dio "Walter" del quale tuttavia non si hanno riscontri storici.

## Storia
Storicamente non ci sono dati certi sul primo insediamento nel territorio di Valternigo ma certamente si tratta di una colonizzazione molto antica. Nelle aree che interessano la frazione sono stati rinvenuti diversi oggetti come un'ascia in pietra databile all'età del bronzo o a quella del ferro. In luoghi vicini all'abitato, in località Mur, si è trovata un'antica tomba, altre tombe di epoca romana si sono scoperte a Pian della Tenda.

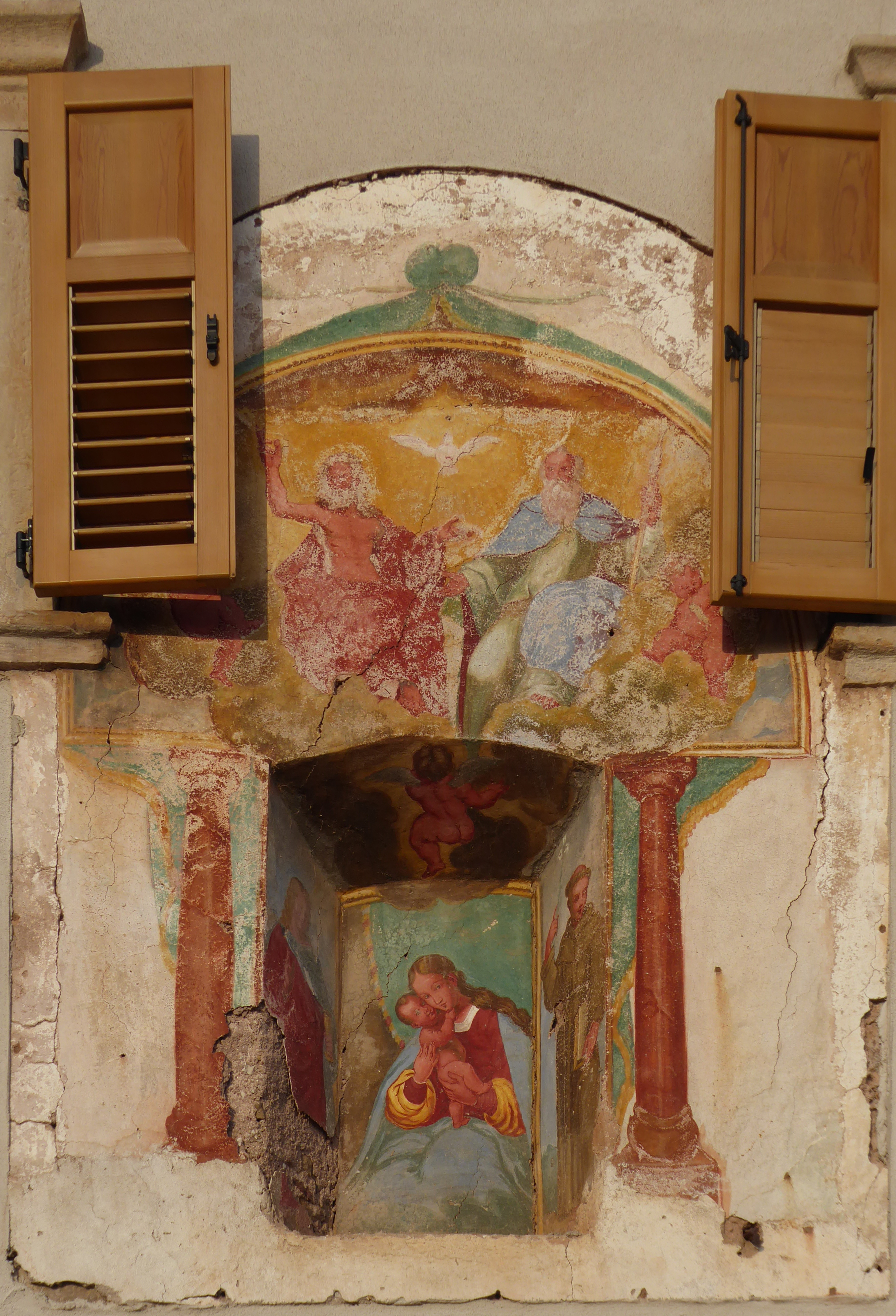
Affresco su un'abitazione di Valternigo.

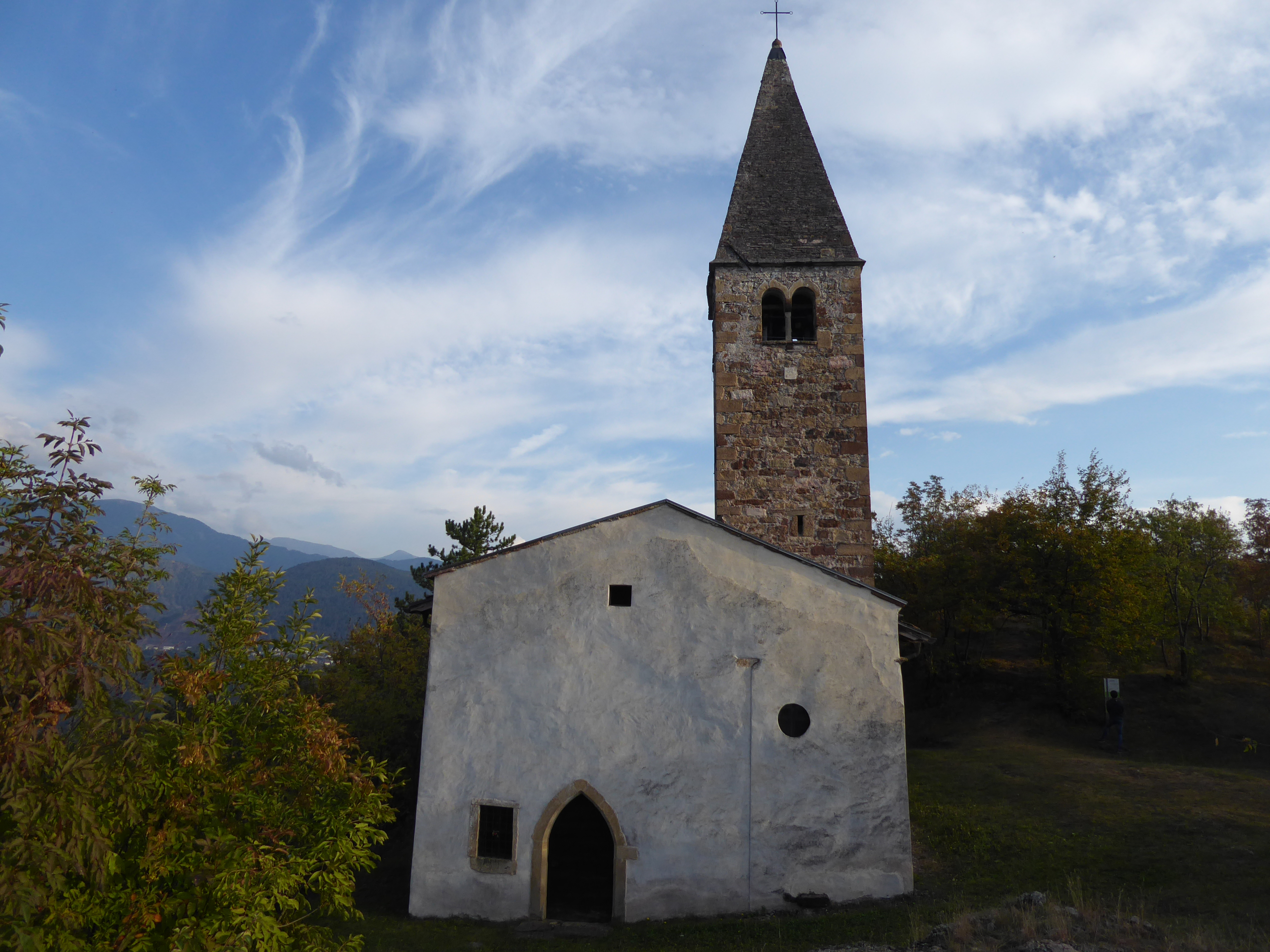
Chiesa di San Floriano sul dosso di San Floriano a Valternigo.

L'insediamento più interessante è quello dove si trova l'antica chiesa di San Floriano che rimane tuttavia in parte legato a leggende. Sul sito erano sicuramente presenti costruzioni molto antiche poiché se ne sono trovate le tracce rappresentate dalle fondamenta di un castelliere preistorico.

## Monumenti e luoghi d'interesse
Nel piccolo centro non mancano alcuni edifici che mantengono intatta la struttura tipica dei luoghi alpini.

### Architetture religiose
- Chiesa di San Floriano sul dosso di San Floriano a Valternigo
- Chiesa di San Romedio

### Aree naturali
Da Valternigo inizia un sentiero che tocca molti punti di interesse archeologico, naturalistico e storico. Durante il percorso previsto e segnalato, che può richiedere dalle due alle tre ore, si cammina sulle pendici del Mancabrot, si arriva al bosco Maric nel quale si trova il Lac de Montesel poi si ritorna al punto di partenza con un percorso ad anello.